# Niels Madsen (jurist)
 Der er flere personer med dette navn, se Niels Madsen.
Niels Madsen (født 6. marts 1916 i København, død 17. marts 2006) var en dansk jurist og departementschef i Justitsministeriet fra 1968 til 1986.
Niels Madsen var søn af bager Olaf Axel Edvin Madsen og Nelly Marianne Jensen. Han blev gift i Gentofte 20. januar 1938 med Grethe Olga Larsen (født 1917).
Niels Madsen var ansat i Københavns Kommune i årene 1932-45. Mens han var elev i Københavns Kommunes Forsørgelsesvæsen, læste han til student i sin fritid. Han blev student fra Statens og Hovedstadskommunernes Kursus i 1938 og cand.jur. i 1945 med fineste førstekarakter og blev samme år ansat i Justitsministeriet, hvor han i 1955 blev fuldmægtig. Han blev kontorchef i 1959 og departementschef i 1968. Han fratrådte stillingen som departementschef, da han blev 70 år i 1986. Han var fra 1985 tilknyttet Den Internationale Voldgiftsret i Haag.
Madsen var ridder af Dannebrog.